# Portrait of Genius
Portrait of Genius è un album del sitarista indiano Ravi Shankar pubblicato nel 1964.

## Lato A
1. Tala Rasa Ranga
2. Dhun
3. Tabla - Dhwani
4. Song from the Hills
5. Tala - Tabla Tarang
6. Gat Kirwani

## Lato B
1. Raga Multani